# Краснодемби-Сипиткі
Краснодемби-Сипиткі (пол. Krasnodęby-Sypytki) — село в Польщі, у гміні Соколів-Підляський Соколовського повіту Мазовецького воєводства.
Населення — 35 осіб (2011).
У 1975-1998 роках село належало до Седлецького воєводства.

## Демографія
Демографічна структура станом на 31 березня 2011 року:
|          | Загалом | Допрацездатний вік | Працездатний вік | Постпрацездатний вік |
| -------- | ------- | ------------------ | ---------------- | -------------------- |
| Чоловіки | 17      | 3                  | 11               | 3                    |
| Жінки    | 18      | 2                  | 10               | 6                    |
| Разом    | 35      | 5                  | 21               | 9                    |